# Usina Nossa Senhora das Maravilhas

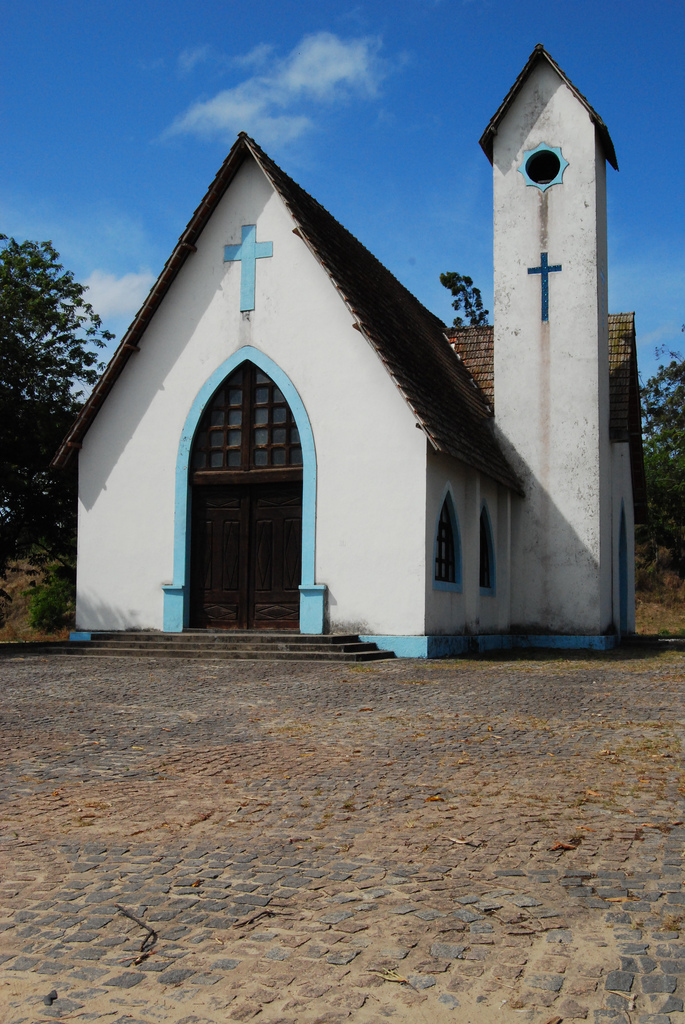
Capela de Santo Antônio do Engenho Novo na entrada da vila

Usina Nossa Senhora das Maravilhas é uma pequena vila localizada no município de Goiana, Pernambuco, Brasil. Possui esse nome pela cercania a uma usina homônima.

## Igreja
Logo na entrada da vila está uma capela, dedicada a Santo Antônio que é considerada patrimônio histórico nacional pelo IPHAN desde 1938. Nela está enterrado o herói da Revolução Pernambucana, André Vidal de Negreiros.

## Usina
A usina que deu origem a vila foi construída em 1889 por Diniz Peryllo de Albuquerque Melo em terras que antes pertenciam a um engenho, que passou por mãos holandesas durante a invasão. Durante o século XX a usina chegou a possuir uma linha férrea, que acompanhava o curso do Rio Capibaribe Mirim até a sua foz no Rio Goiana.